# Wickelraum

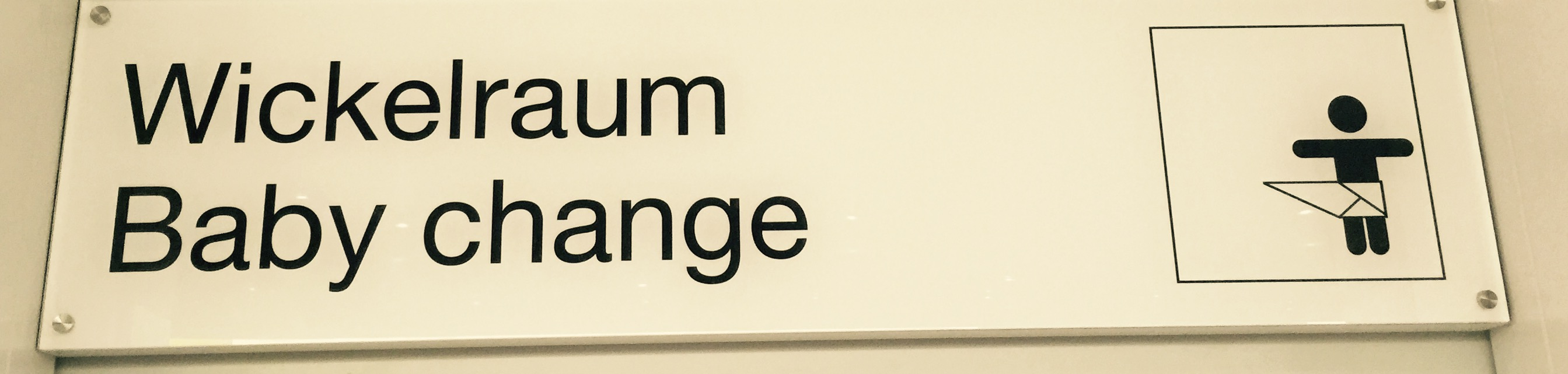
Schild zum Wickelraum

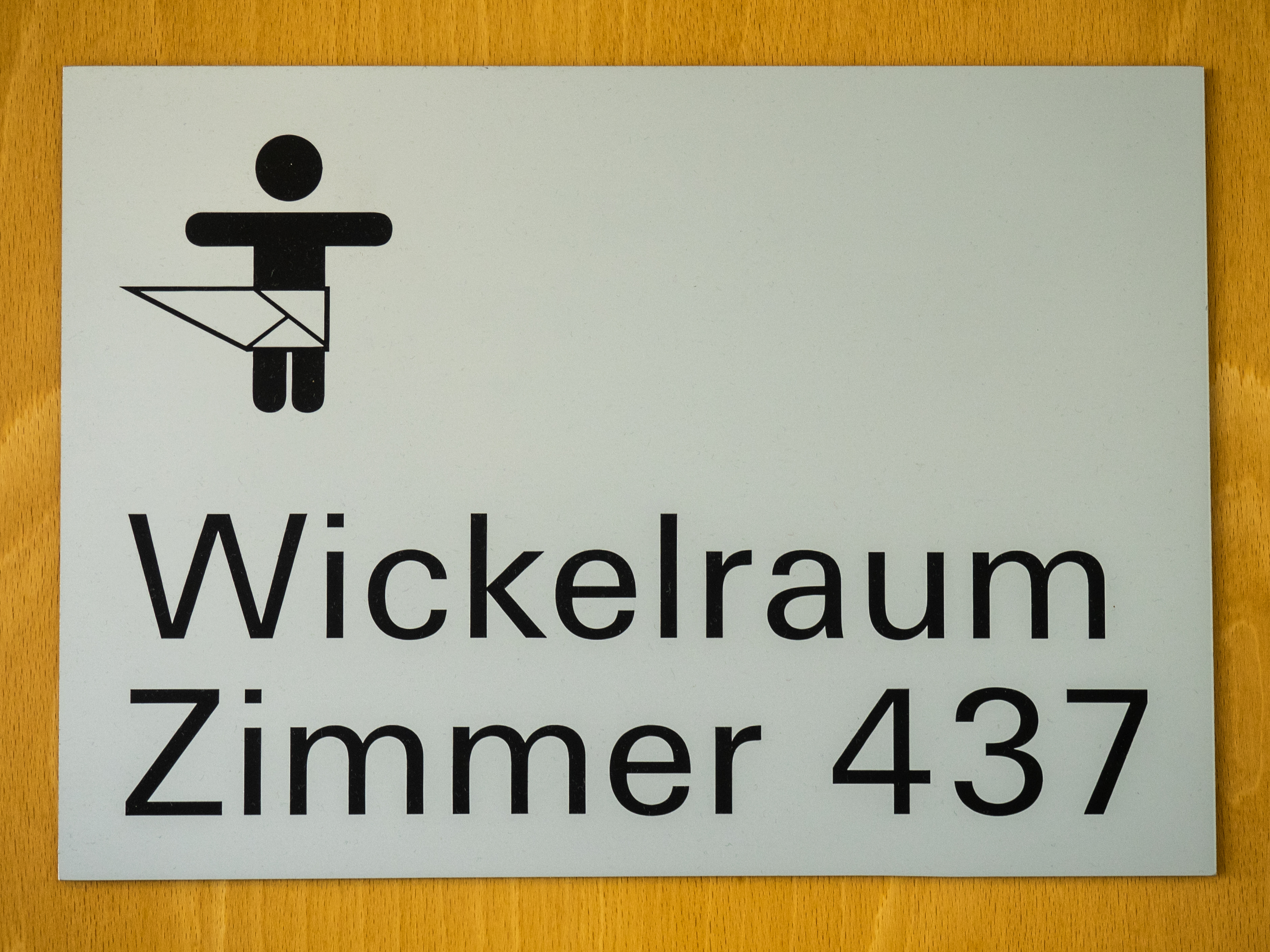
Beschilderung eines Wickelraumes in einer deutschen Behörde

Ein Wickelraum ist ein Raum, der Pflege- oder Aufsichtspersonen einen diskreten Ort zum Wechseln der Windeln von Babys bietet.
In der Regel sind Wickelräume von Sanifair auf den Autobahnraststätten und an Bahnhöfen  rund um die Uhr geöffnet. Räume in Einkaufszentren, Kaufhäusern, Cafés, öffentlichen Schwimmbädern, an Spielplätzen, in Schulen und Universitäten etc. sind meist nur zu bestimmten Zeiten zugänglich. In vielen Fällen muss der Türschlüssel, gelegentlich gegen Pfand, an einer bestimmten Stelle abgeholt werden, damit eine gewisse Übersicht, auch wegen der Sauberkeit, gegeben ist. Der Euroschlüssel ist ebenfalls verwendbar.

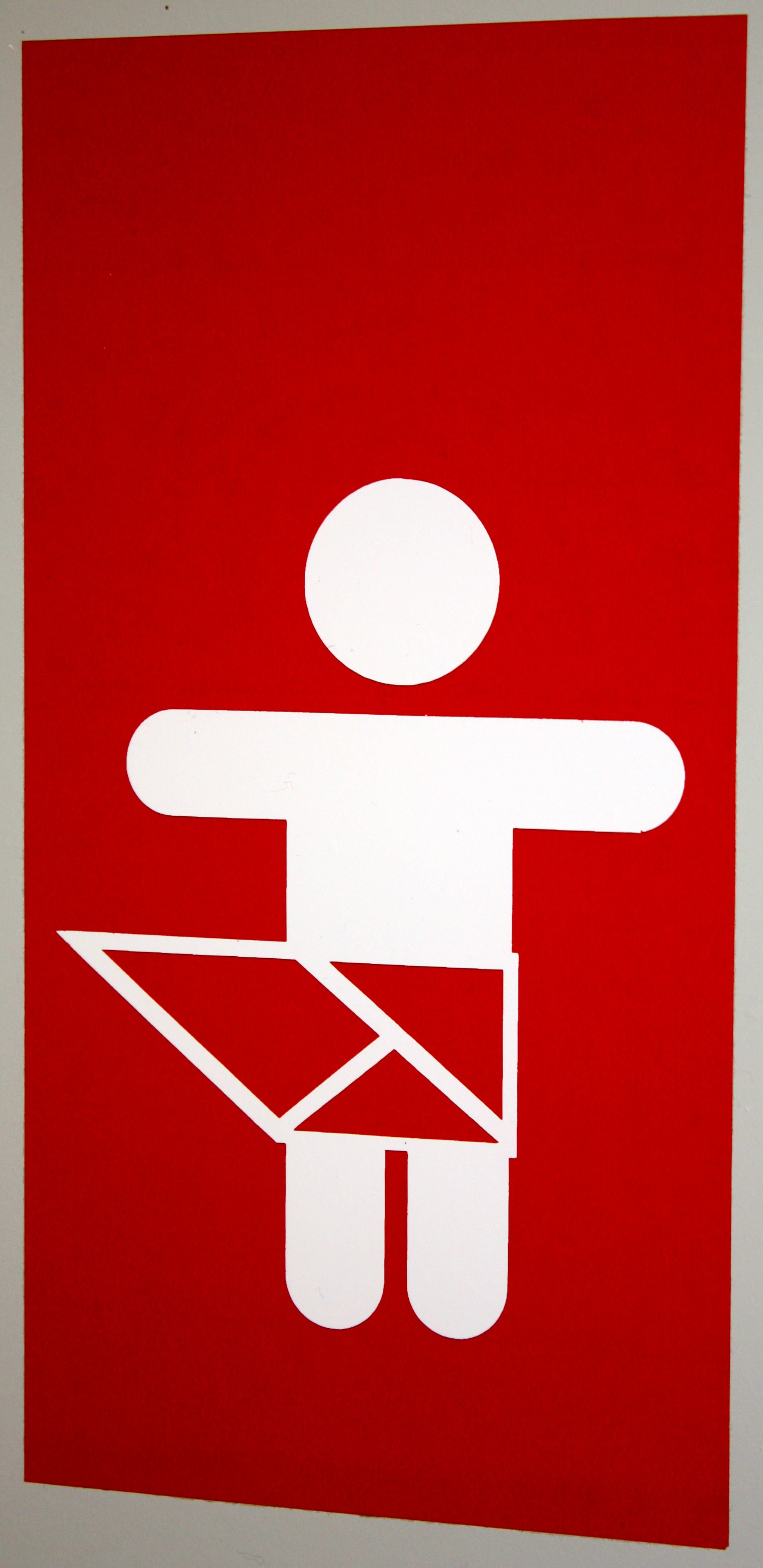
Piktogramm für Wickelraum in Bremen
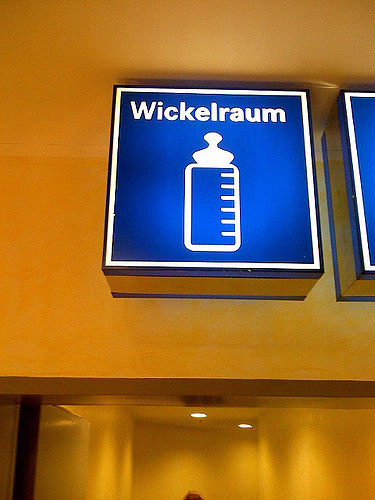
Piktogramm einer Babyflasche für einen Wickelraum
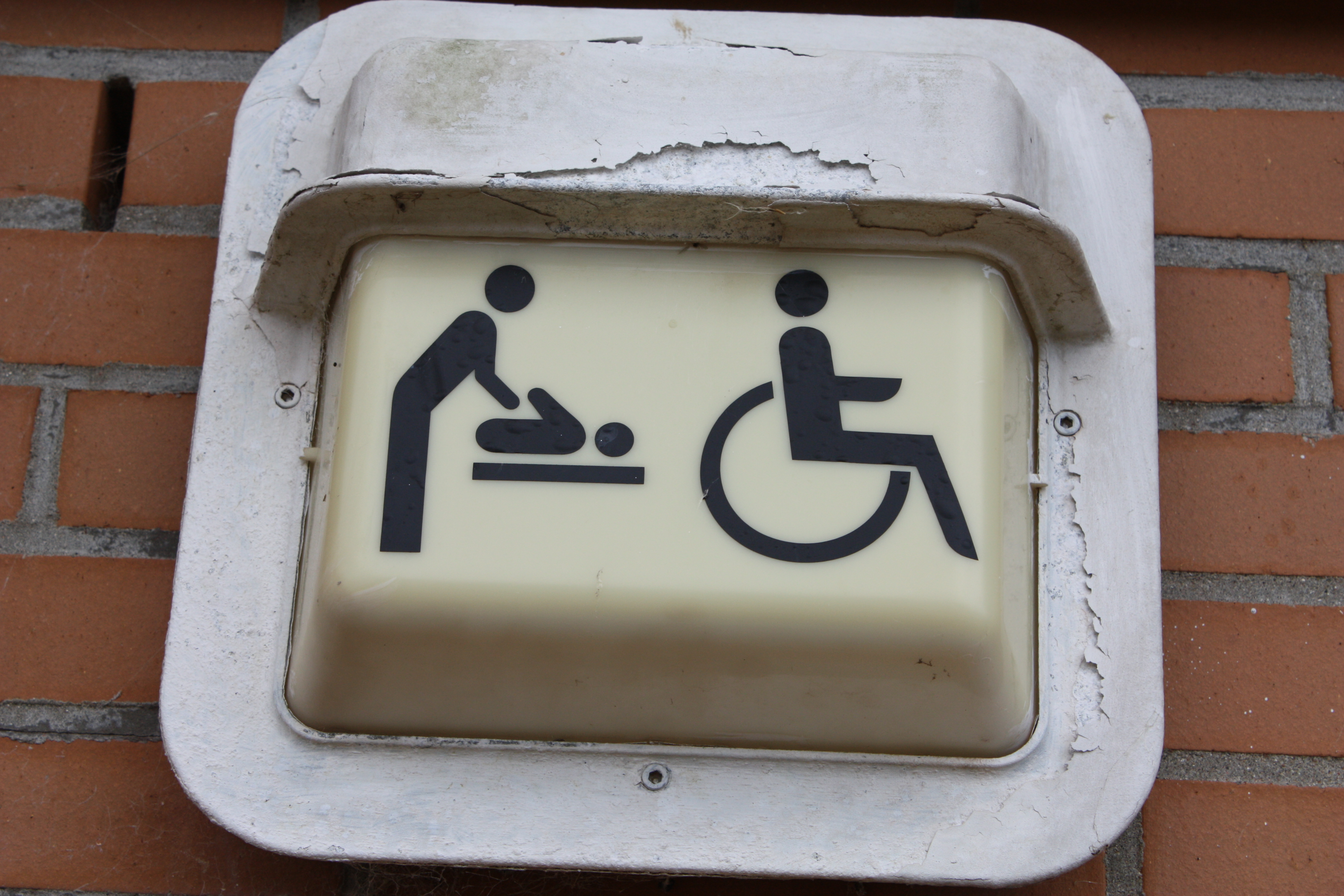
Wickelraum und barrierefreie Toilette in einem Raum

Piktogramme, auf denen entweder ein zu wickelndes Kleinkind oder auch die Tätigkeit des Wickelns selbst dargestellt werden, weisen den Weg. Sie befinden sich oft in der Nähe der Sanitärräume, in älteren Einrichtungen sind sie teilweise noch Nebenräume von Frauentoiletten.

## Ausstattung
Wickelräume sind meistens mit einem Tisch oder einem fest installierten Wickeltisch und einer weichen Auflage, einer Ablage, einem dicht schließenden Mülleimer und einem Stuhl ausgestattet. Sinnvollerweise gehört auch ein Waschbecken zur Ausstattung. In besonders gut ausgestatteten Räumen gibt es einen Heizstrahler über dem Tisch. Der Raum kann auch zum Stillen des Babys genutzt werden.
Wickelräume adressieren üblicherweise Säuglinge und Kleinkinder. Bei Harninkontinenz bzw. Stuhlinkontinenz werden von Erwachsenen normale Toiletten oder barrierefreie Toiletten zum Wechseln der Hygieneeinlagen benutzt. Nach der VDI 6000 Blatt 3: Ausstattung von und mit Sanitärräumen Versammlungsstätten und Versammlungsräume [2011-06] bietet es sich gegebenenfalls an, einen behindertengerechten WC-Raum auch als Wickelraum auszustatten.